# ماتيلدا جوسلين غايج
ماتيلدا جوسلين غايج (بالإنجليزية: Matilda Joslyn Gage)‏ (24 مارس 1826- 18 مارس 1898)، ناشطة مطالبة بحق المرأة بالتصويت في القرن التاسع عشر، كما كانت ناشطة مدافعة عن حقوق السكان الأصليين الأمريكيين وعن الإبطالية في الولايات المتحدة. كانت غايج مفكرة حرة ومؤلفة ذات إنتاج وفير، كما ولدت كارهةً للقمع.
بدأت غايج مسيرتها العامة كمحاضرة في مؤتمر حقوق المرأة في مدينة سيراكيوز في ولاية نيويورك في عام 1852حيث كانت أصغر متحدثة في وقتها، ثم جعلت من قضية إعطاء المرأة حقها في التصويت أحد أهداف حياتها فيما بعد. كانت غايج عاملة وخطيبة دؤوبة، ساهمت في العديد من المقالات الصحفية واعتبرت «واحدة من أكثر الكاتبات منطقيةً وجرأةً وعلميةً في زمانها».
نشرت وحررت جريدة مخصصة لقضية المرأة تحت اسم «المواطن الوطني» في مدينة سيراكيوز بين عامي 1878 و1881. غدت غايج مفوضة للجمعية الوطنية للمطالبة بحق المرأة في الاقتراع في عام 1880، وكان ذلك ضمن مؤتمرات حزب الجمهوريين وحزب الدولار الأمريكي في مدينة شيكاغو وضمن مؤتمر الحزب الديمقراطي في مدينة سينسيناتي في ولاية أوهايو. بقيت غايج لسنوات عديدة في طليعة حركة حق المرأة في التصويت، حيث شاركتها كل من إليزابيث كادي ستانتون وسوزان أنتوني، كما تعاونت غايج معهما في كتابة «تاريخ حق المرأة في التصويت» بين عامي 1881 و1887. ألّفت غايج كتاب «حقوق المرأة في التعليم المسيحي» (1868) وكتاب «المرأة كمخترعة» (1870) وكتاب «من خطط لحملة تينيسي؟» (1880) وكتاب «المرأة والكنيسة والدولة» (1893).
شغلت غايج منصب رئيس جمعية المطالبة بحق المرأة في الاقتراع في ولاية نيويورك لمدة خمس سنوات. كما كانت رئيسة الجمعية الوطنية للمطالبة بحق المرأة في الاقتراع بين عامي 1875 و1876، والتي كانت واحدة من الجمعيات التي شكّلت الجمعية الوطنية لحق الاقتراع. شغلت غايج أيضًا منصب النائب الثاني للرئيس ونائب الرئيس ورئيس اللجنة التنفيذية في الجمعية الوطنية للمطالبة بحق المرأة في الاقتراع في عام 1890.
شعر العديد من أعضاء جمعية حق الاقتراع أن آراء غايج حول حق الاقتراع والنسوية كانت أراءً راديكالية للغاية، ولذلك شكّلت غايج الاتحاد الوطني الليبرالي للمرأة في عام 1890. نصّت أهداف الاتحاد على تأكيد حق المرأة الطبيعي في الحكم الذاتي والكشف عن سبب تأخير الاعتراف بمطالبها والحفاظ على مبادئ الحرية المدنية والدينية، إضافة إلى توعية الرأي العام بخطر اتحاد الكنيسة مع الدولة بواسطة تعديل الدستور وإدانة الاعتقاد بدونية المرأة. عملت غايج رئيسة لهذا الاتحاد منذ تأسيسه وحتى وفاتها في مدينة شيكاغو في عام 1898.

## بداية حياتها وتعليمها
ولدت ماتيلدا إليكتا جوسلين في مدينة سيسيرو في ولاية نيويورك، وذلك في 24 مارس من عام 1826. كان والدها الدكتور هيزكايا ووالدتها هيلين ليزلي جوسلين. تعود جذور والدها الثورية إلى إقليم نيو إنجلاند، حيث كان مفكراً ليبرالياً وسبّاقاّ في المطالبة بالإبطالية في الولايات المتحدة. كان منزلهم تابعاً لبعض المنازل الآمنة ضمن مجموعة السكك الحديدية تحت الأرض. أما والدتها كانت أحد أعضاء أسرة ليزلي في إسكتلندا، حيث ورثت منهم ولعها بالبحث التاريخي.
تلقّت غايج تعليماً مبكراً على يد والديها، حيث كان للجو الفكري في منزلهم تأثير على حياتها المهنية. التحقت غايج أيضاً بمعهد كلينتون الليبرالي في ولاية نيويورك.

## بداية نشاطها
تزوّجت غايج وهي في الثامنة عشرة من عمرها من التاجر هينري غايج في 6 يناير من العام 1845، الذي كان يعمل في مدينة سيسيرو قبل أن يقطنا معاً في منزلهما الدائم في بلدة فايتفيل في ولاية نيويورك.
واجهت غايج أحكاماً بالسجن بسبب تصرفاتها المرتبطة مع مجموعة السكك الحديدية تحت الأرض، وذلك بموجب قانون الرقيق الهارب لعام 1850 الذي جرّم مساعدة الرقيق الهاربين. قامت غايج بعملها ببراعة في مجال حقوق المرأة، حيث عملت بشكل موسع وعملي على الرغم من أنها كانت تعاني من مشاكل مالية وجسدية (قلبية).
شاركت غايج في حركة حقوق المرأة في عام 1852، حيث قررت أن تتحدث في المؤتمر الوطني لحقوق المرأة في مدينة سيراكيوز في ولاية نيويورك. شغلت غايج منصب رئيس الجمعية الوطنية للمطالبة بحق المرأة في الاقتراع بين عامي 1875 و1876، كما شغلت منصب رئيس اللجنة التنفيذية أو نائب الرئيس لأكثر من عشرين عاماً. نجحت في وقوفها ضد مجموعة من رجال الشرطة خلال مؤتمر عام 1876، حيث زعموا بأن الجمعية كانت تعقد اجتماعاً غير قانوني إلا أنهم غادروا المكان دون توجيه أي تهم.
اعتبرت غايج أكثر راديكالية من نظيراتها سوزان أنتوني وإليزابيث كادي ستانتون (التي كتبت بالتعاون معهما «تاريخ حق المرأة في التصويت» و«إعلان حقوق المرأة»). انتقدت غايج وستانتون الكنيسة المسيحية بشدّة، وهو الأمر الذي شكّل خلافاً بين غايج والمدافعين المحافظين عن حق المرأة في التصويت مثل فرانسيس ويلارد واتحاد المرأة المسيحية للاعتدال. دعت غايج إلى اعتبار حق المرأة في التصويت «حقاً طبيعياً» على عكس اتحاد المرأة المسيحية للاعتدال الذي اعتقد أن استحقاق المرأة للتصويت يعود لأخلاقها الأنثوية التي ستؤثر بشكل جيد على التشريعات. وعلى الرغم من معارضتها للكنيسة، كانت غايج شديدة التدين بطريقتها الخاصة حيث انضمت إلى لجنة ستانتون التنقيحية لكتابة إنجيل النساء المقدس.

## عملها ككاتبة ومحررة
كانت غايج امرأة ذات مستوى تعليمي جيد ومؤلفة ذات إنتاج وفير، كما وصفها زوج ابنتها المخلص فرانك بوم كأكثر النساء موهبة وثقافة في عصرها. راسلت غايج العديد من الصحف متحدّثةً عن التطورات التي شهدتها حركة حق المرأة في التصويت. اشترت الجريدة الشهرية «صندوق الاقتراع» في عام 1878، وهي جريدة تابعة لإحدى الجمعيات المطالبة بحق التصويت في مدينة توليدو في ولاية أوهايو، وذلك حين قررت محررتها سارة وليامز أن تتقاعد. غيّرت غايج اسم الجريدة ليصبح «المواطن الوطني وصندوق الاقتراع».
غدت غايج المحررة الرئيسية للجريدة خلال السنوات الثلاث المقبلة (حتى عام 1881)، حيث أنتجت ونشرت مقالات حول مجموعة كبيرة من القضايا. حملت كل طبعة من هذه الجريدة عبارة «القلم أقوى من السيف»، كما تضمنت أعمدة دائمة للتحدث عن النساء البارزات تاريخياً وعن المخترعات من النساء. كتبت غايج بطريقة واضحة ومنطقية، كما كانت كتاباتها تحمل خفّة ظل جافة وحسّاً ساخراً قوياً.

## نشاطها

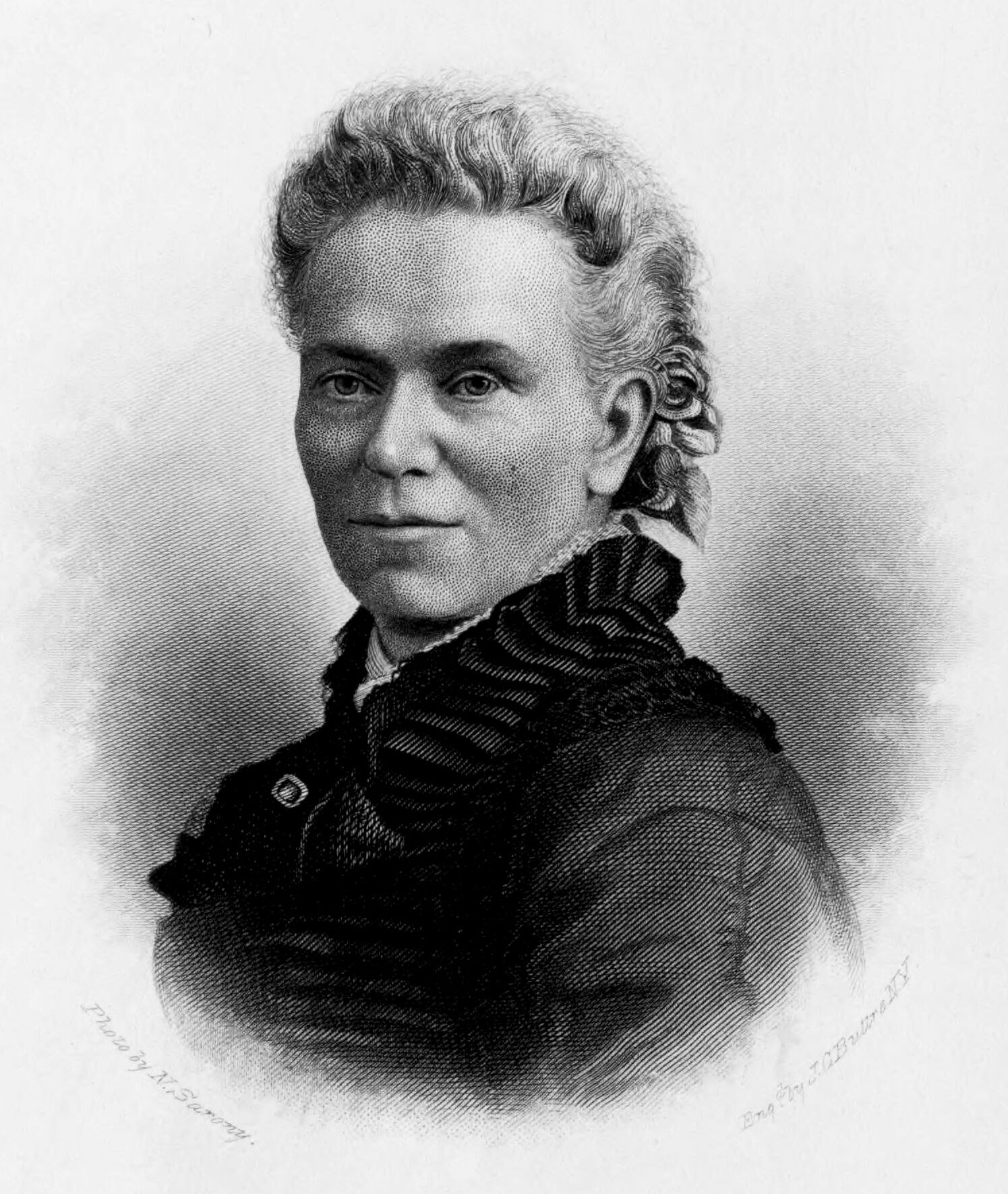
نقش لغايغ من قبل جون تشيستر باتري، بعد تصوير نابليون ساروني

منحت ولاية نيويورك النساء حق التصويت في المجالس المدرسية، وكان ذلك نتيجةً للحملة التي شنّتها غايج من خلال جمعية المطالبة بحق المرأة في الاقتراع في ولاية نيويورك. تأكدت غايج من أن تتاح فرصة التصويت لكل امرأة تقطن في منطقتها (بلدة فايتفيل في ولاية نيويورك)، حيث كتبت العديد من الرسائل لتوعيتهنّ بحقوقهنّ كما جلست بجانب صناديق الاقتراع كي تتأكد من عدم إبعاد إي امرأة. أصبحت غايج جزءاً من مجموعة مكونة من 10 نساء حاولن التصويت في عام 1871، حيث تفيد التقارير بأنها وقفت بجانب مسؤولي الاقتراع وجادلتهم بصفتها ممثلة عن كل امرأة. كما والت غايج كلًا من فيكتوريا وودهول ويوليسيس جرانت (لاحقاً) في الانتخابات الرئاسية لعام 1872. دافعت أيضاً عن سوزان أنتوني عندما حوكمت بسبب تصويتها في تلك الانتخابات، حيث قدّمت غايج حججاً قانونية وأخلاقية مقنعة.
عارضت غايج بشدّة الكنيسة المسيحية ذات السلطة الأبوية، حيث قامت بتحليل قرون من الممارسات المسيحية التي تهين وتقمع المرأة. رأت غايج أن للكنيسة المسيحية دورًا رئيسيًا في عملية إخضاع الرجال للنساء، حيث استخدمت تعاليم وسلطة الكنيسة لتصوير المرأة على أنها أقل أخلاقية وآثمة بالفطرة. كما أيدت غايج بقوة الفصل بين الكنيسة والدولة، حيث اعتقدت أن «أكبر ضرر يصيب النساء مصدره القوانين اللاهوتية التي أخضعت النساء للرجال».
نشرت غايج كتاب «المرأة والكنيسة والدولة» في عام 1893، حيث أوردت فيه الطرق العديدة التي استخدمتها الكنيسة في اضطهاد النساء وتعزيز النظم الأبوية. أصبحت غايج فيما بعد متصوفة، تركّزت أفكارها في السنتين الأخيرتين من حياتها على المواضيع الميتافيزيقية والظواهر والفلسفة الروحانية والدراسات اللاهوتية. شهدت غايج بعض التنوير خلال اشتداد مرضها في عام 1896، ولذلك كثّفت اهتمامها بالبحث النفسي. اهتمت بالأسرار الصوفية الغامضة بشكل كبير، إضافة إلى التكهنات الشرقية الأخرى التي تتعلق بالتناسخ والقوة الإبداعية غير المحدودة للإنسان.

## أثر ماتيلدا ووفاتها وإرثها
توفيّت غايج في منزل باوم في ولاية شيكاغو في عام 1898. وعلى الرغم من إحراق جثتها، يوجد حجر تذكاري في مقبرة فاينتفيل يحمل شعارها (هناك كلمة أحلى من كلمة أم أو منزل أو جنة، هذه الكلمة هي «حرية»).
في عام 1993، صاغت المؤرخة العلمية مارغريت روسيتر مصطلح «تأثير ماتيلدا» نسبةً إلى ماتيلدا غايج، حيث يعبّر هذا المصطلح عن الوضع الاجتماعي للنساء العالمات اللواتي لا يحصلن على الفضل الذي يستحققنه في أعمالهن العلمية مقارنة بدراسة موضوعية لجهدهنّ الفعلي. ويعتبر «تأثير ماتيلدا» نتيجة منطقية بعد «تأثير متّى» الذي وضعه عالم الاجتماع روبرت كينغ ميرتون.
وردت تفاصيل الإرث الذي تركته غايج في السير الذاتية التي نشرتها سالي روش فاغنر وشارلوت شبيرو؛ وفي عام 1995، كُرّمت غايج بإدخالها إلى قاعة الشهرة الوطنية للمرأة.

## روابط خارجية
- ماتيلدا جوسلين غايج على موقع الموسوعة البريطانية (الإنجليزية)